# Achajský kníže
Achajský kníže byl vládcem Achajského knížectví, jednoho z křižáckých států založených v Řecku po čtvrté křížové výpravě (1202–1204). Zpočátku bylo vazalským státem Soluňského království za Bonifáce I. z rodu Montferratů, poté latinského Konstantinopolského císařství za vlády rodu Flandersko-Courtenayských, který vytlačil Byzantskou říši, a později anjouovského Neapolského království. Během anjouovského období knížata často v knížectví nežila a byla reprezentovaná baily, kteří vládli jejich jménem. Po roce 1404 se knížectví osamostatnilo, když Janovan Centurion II. Zaccaria koupil od neapolské koruny knížecí práva.
Knížectví bylo jedním z nejdéle trvajících latinských států v Řecku a samotnou Latinskou říši přežilo o 171 let. Zaniklo až v roce 1432, kdy byzantský princ Tomáš Palaiologos zdědil poslední zbytky knížectví sňatkem s dcerou posledního knížete Centuriona Zaccaria. Se zánikem knížectví se titul achajského knížete uvolnil. Nicméně v roce 1453 během velké morejské revolty v letech 1453–1454 Jan Asen Zaccaria, Centurionův syn, knížectví obnovil. Jeho postavení knížete potvrdilo Neapolské království, historický vládce knížectví od roku 1267, a Benátky, ačkoli v roce 1455 byl nucen odejít do exilu.
Titul byl obnoven téměř o dvě století později na počest původu Antonia di Tocco, ačkoli by se neměl zaměňovat s původním panovnickým knížecím titulem. Antonio byl v dvakrát porušené ženské linii potomkem Tomáše Palaiologose a Kateřiny Zaccariové. Z tohoto a několika dalších důvodů neměl právní nárok na původní titul. Tato titulární pocta pokračovala sekvencí titulárních knížat, která začala Antoniem di Tocco a trvala až do smrti jeho potomka Marie Maddaleny Capece Galeoty v roce 1933, poté neapolský titul zanikl.

## Seznam achajských knížat, 1205–1432/54

### Dynastie Champlitte (1205–1209)
| Portrét | Jméno                  | Narození                   | Následnictví                                                                               | Období vlády | Délka vlády | Smrt                   | Reference |
| ------- | ---------------------- | -------------------------- | ------------------------------------------------------------------------------------------ | ------------ | ----------- | ---------------------- | --------- |
|         | Vilém I. ze Champlitte | 60. léta 12. století Dijon | Rytíř čtvrté křížové výpravy, jmenovaný soluňským králem Bonifácem I. po dobytí Peloponésu | 1205 – 1209  | 4 roky      | 1209 Přirozené příčiny | [ 2 ]     |

Po krátkém působení ve funkci knížete dostal Vilém I. zprávu, že jeho bratr Ludvík v Burgundsku zemřel, a rozhodl se vrátit domů do Francie, aby si mohl klást nárok na rodinné pozemky. Achajské knížectví spravoval jeho starý přítel Gottfried I. Villehardouinský. Vilém I. zemřel na své cestě domů v roce 1209. Před cestou domů stanovil, že každý jeho zákonný dědic bude muset v případě jeho smrti do roka a do dne uplatnit nárok na knížectví, jinak jeho nároky propadnou. Po jeho smrti se Gottfriedovi donesla zpráva, že Vilémův bratranec, Robert z Champlitte, je na cestě do knížectví. Gottfried, který chtěl získat knížectví pro sebe, mu postavil s pomocí Benátek do cesty různé překážky, včetně zajištění toho, že musel dva měsíce čekat v Benátkách na nalodění, a než dorazil do Achaje, časové okno stanovené Vilémem tak vypršelo. Gottfried byl prohlášen za nového achajského knížete.

### Villehardouinští (1210–1278)
| Portrét | Jméno                          | Narození          | Následnictví                                                      | Období vlády          | Délka vlády | Smrt                                                  | Reference   |
| ------- | ------------------------------ | ----------------- | ----------------------------------------------------------------- | --------------------- | ----------- | ----------------------------------------------------- | ----------- |
|         | Gottfried I. Villehardouinský  | asi 1169          | Achajský bailif pod Vilémem I., chopil se moci po smrti Viléma I. | 1210 – asi 1229       | asi 19 let  | asi 1229 (ve věku asi 60 let) Přirozené příčiny       | [ 2 ] [ 3 ] |
|         | Gottfried II. Villehardouinský | asi 1195          | Syn Gottfrieda I.                                                 | asi 1229–1246         | asi 17 let  | 1246 (ve věku asi 51 let) Přirozené příčiny           | [ 2 ]       |
|         | Vilém II. Villehardouinský     | asi 1211 Kalamata | Syn Gottfrieda I.                                                 | 1246 – 1. května 1278 | 32 let      | 1. května 1278 (ve věku asi 51 let) Přirozené příčiny | [ 2 ]       |

### Anjouovská nadvláda (1278–1396)

#### Anjou (1278–1289)
| Portrét | Jméno               | Narození  | Následnictví | Období vlády                   | Délka vlády               | Smrt                                                  | Reference |
| ------- | ------------------- | --------- | --- | ------------------------------ | ------------------------- | ----------------------------------------------------- | --------- |
|         | Karel I. z Anjou    | 1226–1227 | Neapolský král. Karlova linie byla Vilémem II., který neměl žádné syny, po svatbě jeho dcery Izabely Villehardouinské s Karlovým synem Filipem Sicilským, určena jako dědičná. Filip Sicilský zemřel před Karlem, čímž se dědicem stal Karel. | 1. května 1278 – 7. ledna 1285 | 6 let, 8 měsíců a 7 dní   | 7. ledna 1285 (ve věku 57–59 let) Nemoc               | [ 2 ]     |
|         | Karel II. Neapolský | 1254      | Neapolský král a syn Karla I. | 7. ledna 1285 – 16. září 1289  | 4 roky, 8 měsíců a 10 dní | 5. května 1309 (ve věku asi 55 let) Přirozené příčiny | [ 2 ]     |

#### Villehardouinští, Avesnesové a Savojští (1289–1307)
| Portrét | Jméno                            | Narození                     | Následnictví | Období vlády                   | Délka vlády             | Smrt                                                                | Reference |
| ------- | -------------------------------- | ---------------------------- | --- | ------------------------------ | ----------------------- | ------------------------------------------------------------------- | --------- |
|         | Izabela Villehardouinská         | 1260–1263 Achajské knížectví | Dcera Viléma II. Villehardouinského. Knížectví jí a jejímu manželovi Florisi Henegavskému udělil Karel II. po jejich sňatku v roce 1289. | 16. září 1289 – 1307           | 18 let                  | 23. ledna 1312 (ve věku asi 49/52 let) Přirozené příčiny            | [ 2 ]     |
|         | Floris Henegavský –(s Izabelou)– | asi 1255 Henegavsko          | Manžel Izabely Villehardouinské | 16. září 1289 – 23. ledna 1297 | 7 let, 4 měsíce a 8 dní | 23. ledna 1297 (ve věku asi 42 let) Zahynul během vojenského tažení | [ 2 ]     |
|         | Filip I. Savojský –(s Izabelou)– | 1278 Piemont                 | Manžel Izabely Villehardouinské, titul achajského knížete udělen Karlem II. po jejich svatbě v roce 1300                                 | 1300–1307                      | 7 let                   | 25. září 1334 (ve věku asi 56 let) Přirozené příčiny                | [ 2 ]     |

V roce 1307 sebral Karel II. Izabele a Filipovi I. tituly na základě toho, že k jejich sňatku došlo bez jeho souhlasu (přestože Filipa dříve uznal) a že Filip mu odmítl pomoci v taženích proti Epirskému despotátu. Izabele a Florisovi bylo knížectví uděleno v roce 1289 pod podmínkou, že se Izabela v případě Florisovi smrti znovu nevdá bez souhlasu Karla II. a Filipovo odmítnutí mu pomoci představovalo hrubé porušení feudálního zákoníku. Izabelina nejstarší dcera, Matylda Henegavská, se možná neúspěšně pokusila získat knížectví bezprostředně po sesazení svých rodičů, ale místní šlechta, která čekala na rozkazy z Neapole, jí v tom zabránila. Místo toho, aby znovu získal Achajské knížectví pro sebe, ho Karel daroval svému oblíbenému synovi Filipovi z Taranta, který tam brzy poté dorazil a přijal přísahu věrnosti místních baronů. Aby se zajistilo, že se Izabela a Filip nepokusí získat knížectví zpět, byly jejich nároky odkoupeny a páru bylo přislíbeno hrabství Alba na břehu Fucinského jezera jako kompenzace.

#### Anjou (1307–1313)
| Portrét | Jméno               | Narození                  | Následnictví                                                | Období vlády         | Délka vlády | Smrt                                                | Reference |
| ------- | ------------------- | ------------------------- | ----------------------------------------------------------- | -------------------- | ----------- | --------------------------------------------------- | --------- |
|         | Filip II. z Taranta | 10. listopadu 1278 Neapol | Syn Karla II., titul achajského knížete mu udělil jeho otec | 1307 – červenec 1313 | 6 let       | 1331–1332 (ve věku asi 53/54 let) Přirozené příčiny | [ 2 ]     |

V roce 1313 se Filip II. oženil s titulární latinskou císařovnou Kateřinou z Valois, která byla až do jejich sňatku zasnoubena s vévodou Hugem V. Burgundským. Za účelem odškodnění rodu Burgundských bylo dohodnuto, že se Ludvík Burgundský, mladší bratr Huga V., ožení s Matyldou Henegavskou, nejstarší dcerou Izabely Villehardouinské, a že oběma pak bude uděleno Achajské knížectví. Po svatbě se však Ludvík a Matylda zdrželi v cestě do Řecka a mezitím se knížectví zmocnil uzurpátor Ferdinand Mallorský.

#### Barcelonští (1315–1316)
| Portrét | Jméno               | Narození       | Následnictví | Období vlády                            | Délka vlády | Smrt                                                           | Reference |
| ------- | ------------------- | -------------- | --- | --------------------------------------- | ----------- | -------------------------------------------------------------- | --------- |
|         | Ferdinand Mallorský | 1278 Perpignan | Oženil se s Isabelou ze Sabranu, vnučkou Viléma II. Villehardouinského. Převzal kontrolu nad knížectvím pomocí skupiny italských a aragonských žoldáků. | červen/červenec 1315 – 5. července 1316 | 1 rok       | 5. července 1316 (ve věku asi 38 let) Zabit v bitvě u Manolady | [ 4 ]     |

#### Avesnesové a Bourboni (1316–1321)
| Portrét | Jméno                            | Narození                              | Následnictví | Období vlády                     | Délka vlády | Smrt                                              | Reference |
| ------- | -------------------------------- | ------------------------------------- | --- | -------------------------------- | ----------- | ------------------------------------------------- | --------- |
|         | Matylda Henegavská               | 29. listopadu 1293 Achajské kníežctví | Dcera Isabely Villehardouinské a Florise Henegavského, získala Achajské knížectví v roce 1313, ale kontrolu převzala až v roce 1316. | 5. července 1316 – 1321          | 5 let       | 1331 (ve věku 38 let) Přirozené příčiny           | [ 2 ]     |
|         | Ludvík Burgundský –(s Matyldou)– | 1297 Burgundsko                       | Manžel Matyldy, knížectví spolu se svou manželkou získal od Filipa II.                                                               | 5. července 1316 – 2. srpna 1316 | 29 dní      | 2. srpna 1316 (ve věku asi 19 let) Možná otrávený | [ 2 ]     |

Poté, co Matylda v roce 1316 ovdověla, král Robert Neapolský rozhodl, že se v rámci plánu na opětovné navrácení knížectví rodu Anjou provdá za jeho mladšího bratra Jana z Graviny. Matylda však odmítla a protestoval také Odo IV. Burgundský, bratr a dědic Ludvíka. Matylda však byla přivedena do Neapole násilím a v roce 1318 byla nucena podstoupit svatební obřad s Janem. Stále vzdorovitá princezna byla v Avignonu předvedena před papeže Jana XXII. a tam jí bylo nařízeno, aby poslechla. I když ji nutil ke sňatku i papež, Matylda odmítla a odpověděla, že se již provdala za burgundského rytíře Huga de La Palice. Tento tajný sňatek dal Robertovi záminku k tomu, aby jí odebral její titul achajské kněžny, protože podle dohod se nesměla vdát bez jeho souhlasu. Po krátkém nuceném sňatku s Janem byla Matylda uvězněna a knížectví bylo jednoduše svěřeno přímo Janovi.

#### Anjou (1318–1381)
| Portrét | Jméno                           | Narození             | Následnictví | Období vlády                       | Délka vlády              | Smrt                                                      | Reference   |
| --- | ------------------------------- | -------------------- | --- | ---------------------------------- | ------------------------ | --------------------------------------------------------- | ----------- |
| | Jan z Graviny                   | 1294 Neapol          | Krátce manžel Matyldy Henegavské proti její vůli, titul knížete mu udělil jeho bratr Robert Neapolský. Jan ve skutečnosti nedorazil do Řecka až do roku 1324, odešel v roce 1326 a nikdy se nevrátil. | březen 1318 – 1333                 | 15 let                   | 5. dubna 1336 (ve věku asi 42 let) Přirozené příčiny      | [ 2 ]       |
| | Kateřina z Valois               | 1303                 | Titulární latinská císařovna. Kateřina a její syn Robert získali Achajské knížectví od Jana v roce 1333 výměnou za jejich majetky v Epiru a Albánii.                                                  | 1333 – říjen 1346                  | 13 let                   | 5. dubna 1336 (ve věku asi 33 let) Přirozené příčiny      | [ 2 ]       |
| | Robert z Taranta                | 1319–1326            | Syn Kateřiny z Valois a Filipa II. Jan získal knížectví roku 1333 spolu se svou matkou. Po roce 1346 byl jediným vládcem, i když po smrti své matky do Achaje nikdy nevkročil.                        | 1333 – 10. září 1364               | 31 let                   | 10. září 1364 (ve věku asi 45/38 let) Přirozené příčiny   | [ 2 ]       |
| | Marie I. Bourbonská             | asi 1315 Burgundsko  | Vdova po Robertu z Taranta. Po jeho smrti si ponechala titul achajské kněžny a za svého syna z předchozího manželství, Huga z Lusignanu, bojovala se zákonným nástupcem Filipem III. o titul knížete. | 10. září 1364 – 1370               | 6 let                    | 1387 (ve věku asi 72 let) Přirozené příčiny               | [ 2 ] [ 5 ] |
| | Hugo z Lusignanu –(s Marií I.)– | asi 1335             | Syn Marie I. a Víta z Lusignanu, syna Huga IV. Kyperského, spoluvládce během pokusu své matky získat kontrolu nad knížectvím.                                                                         | 10. září 1364 – 1370               | 6 let                    | Neznámá                                                   | [ 2 ] [ 5 ] |
| | Filip III. z Taranta            | 1329                 | Bratr a zákonný dědic Roberta z Taranta. V roce 1370 koupil práva Marie I., čímž jejich konflikt skončil. Řecko nikdy nenavštívil.                                                                    | 10. září 1364 – 25. listopadu 1373 | 9 let, 2 měsíce a 16 dní | 25. listopadu 1373 (ve věku asi 44 let) Přirozené příčiny | [ 2 ]       |
| | Johana Neapolská                | prosinec 1325 Neapol | Neapolská královna a vdova po Jakubu IV. Mallorském, vnuku Ferdinanda. Po smrti Filipa III. vyslancem achajských baronů prohlášena za achajskou kněžnu.                                               | 1373–1381                          | 8 let                    | 12. května 1382 (ve věku 58 let) Uškrcená ve vězení       | [ 2 ]       |
| | Oto Brunšvický –(s Johanou)–    | 1320                 | Manžel Johany, která ho po svatbě v roce 1376 prohlásila za achajského knížete | 1376–1381                          | 5 let                    | 1. prosince 1398 (ve věku asi 78 let) Přirozené příčiny   | [ 2 ]       |
| Od roku 1377 do roku 1381 je Achajské knížectví de facto pod kontrolou johanitů pod vedením velmistra Juana Fernándeze de Heredia, kterým knížectví pronajali Johana a Oto. |                                 |                      | |                                    |                          |                                                           |             |

#### Baux (1381–1383)
| Portrét | Jméno        | Narození | Následnictví                                                                                       | Období vlády             | Délka vlády | Smrt                                | Reference |
| ------- | ------------ | -------- | -------------------------------------------------------------------------------------------------- | ------------------------ | ----------- | ----------------------------------- | --------- |
|         | Jakub z Baux | Neznámé  | Synovec a nejstarší dědic Filipa III. V roce 1380 napadl knížectví s pomocí Navarrské společnosti. | 1380 – 17. července 1383 | 3 roky      | 17. července 1383 Přirozené příčiny | [ 2 ]     |

### Mezivládí (1383–1396)
Jakub z Baux zemřel bezdětný v roce 1383, takže jeho najatá armáda, Navarrská společnost, byla jedinou autoritou v Achajském knížectví. Velitelé Navarrské společnosti, Mahiot de Coquerel (do roku 1386) a Petr ze San Superana (po roce 1386) pokračovali v přetvářce, že jsou zástupci neapolských králů, nejbližších a nejsilnějších možných nárokovatelů knížectví, ale de facto byli vládci nezávislé říše.
| Portrét | Jméno                           | Narození              | Následnictví                                                                              | Období vlády                       | Délka vlády              | Smrt                                      | Reference |
| ------- | ------------------------------- | --------------------- | ----------------------------------------------------------------------------------------- | ---------------------------------- | ------------------------ | ----------------------------------------- | --------- |
|         | Karel III. Neapolský (formálně) | 1345 Neapol           | Neapolský král a vnuk Jana z Graviny. Navarrskou společností uznáván jako achajský kníže. | 17. července 1383 – 24. února 1386 | 2 roky, 7 měsíců a 8 dní | 24. února 1386 (ve věku 41 let) Zavražděn | [ 2 ]     |
|         | Ladislav Neapolský (formálně)   | 15. února 1377 Neapol | Neapolský král a syn Karla III.                                                           | 24. února 1386 – 1396              | 10 let                   | 6. srpna 1414 (ve věku 37 let) Nemoc      | [ 2 ]     |

Kromě formálních knížat uvedených výše si během této doby knížectví nárokoval/a také:
- Ludvík I. z Anjou – určený dědic Jakuba z Baux.[2]
  - Marie z Blois, vévodkyně z Anjou – vdova a určená dědička Ludvíka I. z Anjou. Nakonec prodala svůj nárok Juanu Fernándezovi de Heredia z Maltézského řádu.[2]
- vévoda Ludvík II. Bourbonský – synovec a určený dědic Marie I. Bourbonské (která vládla jako kněžna v letech 1364 až 1370).[2]
- Amadeus Savojský – vnuk Filipa I. Savojského (který vládl jako kníže v letech 1300 až 1307).[2]
  - Ludvík Piemontský – bratr a dědic Amadea Savojského.[2]
- Juan Fernández de Heredia, velmistr Maltézských rytířů – snažil se získat zpět knížectví pro Maltézské rytíře, nakonec uspěl při koupi nároků Marie z Blois, ačkoli prodej byl napaden Amadeem Savojským a vzdoropapež Klement VII. jej zrušil.[2]

### Navarrsko-janovská dynastie (1396–1432/55)
| Portrét | Jméno                              | Narození | Následnictví | Období vlády | Délka vlády | Smrt                   | Reference         |
| ------- | ---------------------------------- | -------- | --- | ------------ | ----------- | ---------------------- | ----------------- |
|         | Petr ze San Superana               | Neznámé  | Velitel Navarrské společnosti, Ladislav Neapolský mu v roce 1396 udělil titul „dědičný achajský kníže“                                                                            | 1396–1402    | 6 let       | 1402 Přirozené příčiny | [ 2 ]             |
|         | Marie II. Zaccaria                 | Neznámé  | Vdova po Petrovi, regentka jeho malého syna | 1402–1404    | 2 roky      | Neznámá                | [ 2 ] [ 5 ] [ 6 ] |
|         | Centurion Zaccaria                 | Neznámé  | Synovec Marie, Ladislav Neapolský ho potvrdil ve funkci knížete poté, co převzal kontrolu od Marie                                                                                | 1404–1432    | 28 let      | 1432 Přirozené příčiny | [ 2 ] [ 7 ]       |
|         | Jan Asen Zaccaria (Centurion III.) | Neznámé  | Syn Centuriona II., potvrzený jako kníže králem Alfonsem Neapolským, uznaný Benátkami poté, co byl během velkého morejského povstání v roce 1453 prohlášen za achajského knížete. | 1453–1454    | 2 roky      | 1469 Přirozené příčiny | [ 9 ]             |

## Pozdější nárokovatelé

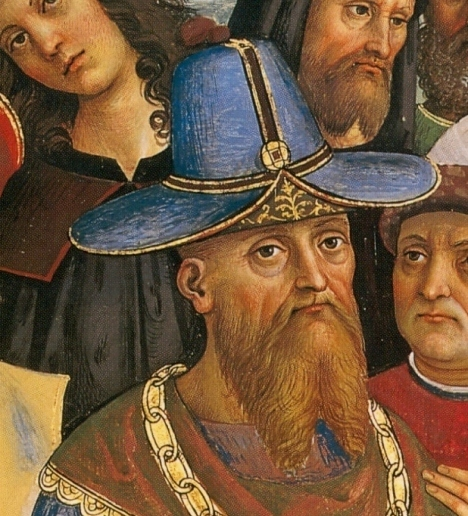
Portrét Tomáše Palaiologa, který v roce 1432 zdědil území Centuriona Zaccaria

Po smrti Centuriona Zaccaria v roce 1432 nuceně zdědil jeho území morejský despota Tomáš Palaiologos, který se oženil s jeho dcerou Kateřinou Zaccariovou. Přestože Tomáš takto ovládal části Peloponésu, včetně celého Centurionova bývalého území, a titul zdědil po sňatku s Kateřinou, nepoužíval jej. Ačkoli tento titul nepoužíval ani neuznával, jeho švagr Jan Asen Zaccaria úspěšně získal zpět své rodové dědictví a dosáhl mezinárodního uznání jako achajský kníže.
Někteří moderní historici považují Tomáše Palaiologa za achajského knížete v letech 1432 až 1460, ačkoli to je pro něj spíše moderní historiografické označení. 

### Linie Jana Asena Zaccarii
V roce 1453 Jan Asen Zaccaria, syn Centuriona z jeho manželství s ženou z klanu Palaiologos Asen, získal titul svého otce a vyhlásil Tomášovi a jeho bratru Demetriovi válku. Na rozdíl od Tomáše byl Jan potvrzen jako legitimní kníže králem Alfonsem Neapolským a také Benátkami. Uznání ze strany Neapole mělo velký význam vzhledem k tomu, že neapolská koruna byla od smlouvy z Viterba, která byla podepsána v roce 1267 mezi Karlem I. z Anjou a Vilémem II. Villehardouinským, nadřazena Achajskému knížectví a jako jediná měla pravomoc legitimně jmenovat knížete. Byla to také Neapol a král Ladislav, kdo potvrdil Centuriona II., otce Jana, jako knížete roku 1404 a zbavil Marii Zaccarii jejího titulu vládnoucí kněžny. Tomáš a jeho turečtí spojenci však zvítězili. Jan se ukryl nejprve v benátském Modonu, později v Itálii. Tam byl papežstvím nadále považován za legitimního achajského knížete. Papežové nabídli Janovi – domino Johanni Zaccarie olim Amoree principi – symbolickou penzi ve výši dvaceti zlatých měsíčně. Jan byl také Janovem uznán jako titulární morejský kníže. Městu nabídl vzácný relikviář, takzvaný Zaccariův kříž.

#### Podvodní pretendenti
Někteří podvodní pretendenti byzantského původu si historicky tuto pozici nárokovali. Mimo jiné si od konce 15. století do roku 1530 albánský exulant Costantino Arianiti nárokoval titul „achajský vévoda“. Později v 16. století si tento titul nárokoval Giovanni Demetrio Angeli (1499–1571), člen rodiny Angelo Flavio Comneno, která tvrdila, že jsou potomky byzantské dynastie Angelovců.

### Nároky Tocců, 1642–1933
Dne 4. listopadu 1642 potvrdil Filip IV. Španělský prostřednictvím královského diplomu právo Antonia di Tocco užívat titul titulárního achajského knížete. Tento titul, který byl obnoven téměř o dvě století později na počest původu Antonia di Tocco, by se neměl zaměňovat s původním panovnickým knížecím titulem.
Toccové byli potomky nejstarší dcery Tomáše a Kateřiny, Heleny Palaioliginy, a její prostřední dcery Milice Branković. Kvůli tomu, že Antonio byl potomek dvakrát přerušené ženské linie, neměl právní nárok na původní titul. Tato titulární pocta pokračovala sekvencí titulárních knížat, která začala Antoniem di Tocco a trvala až do smrti jeho potomka Marie Maddaleny Capece Galeoty v roce 1933, poté neapolský titul zanikl.